# ヴィッカース・ドラゴン

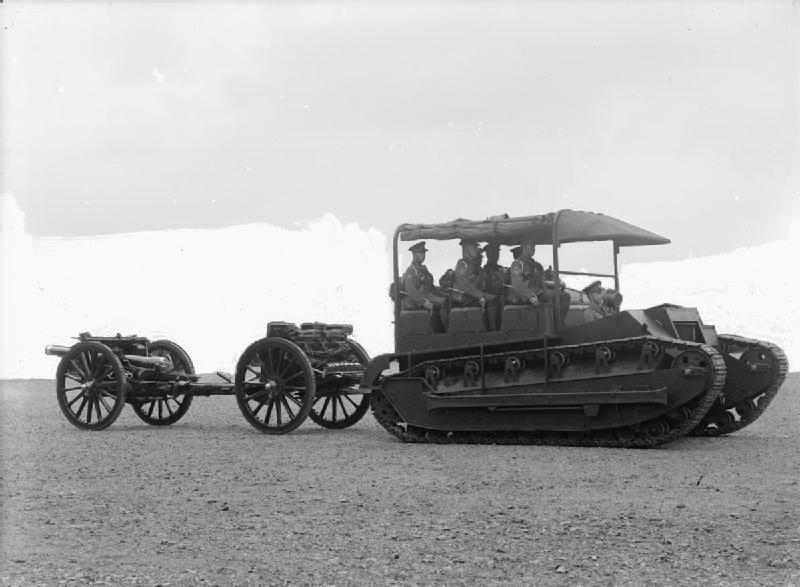
18ポンド砲と弾薬前車を牽引するドラゴン Mk.I

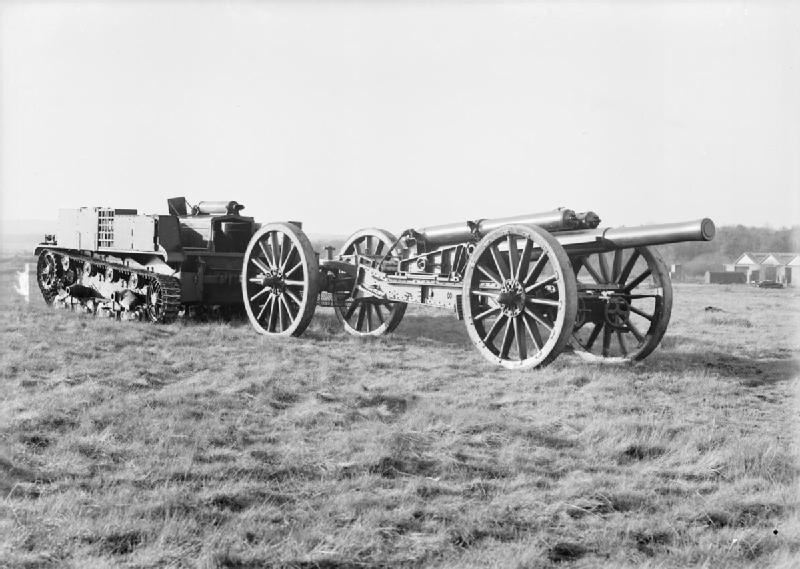
60ポンド砲を牽引する中ドラゴン Mk.IV

ヴィッカース・ドラゴン（Vickers Dragon）は、戦間期にイギリスのヴィッカース・アームストロング社で開発・製造された、軍用の装軌式装甲牽引車の一群である。
「ドラゴン（Dragon）」の名は、「砲の牽引（drag-gun）」に由来する。

## 開発
第一次世界大戦では前線突破用の新兵器として戦車が開発されたが、戦車が前線を突破した後に、野砲などの火砲が戦車に追い付けないという事態が想定され、ガンキャリアーという、菱形戦車の部品を流用した、自走砲（正確には砲運搬車に近い）が開発された。ガンキャリアーでは、車体に搭載された砲を降ろして車輪を付けて元の牽引砲として使用することができた。ガンキャリアー自体は、主に補給車として使われ、「自走砲としては」活躍する機会はなかったが、その後も、火砲と砲兵の機械化・自走化は課題として残されていた。
しかし装輪式トラクターは、戦場の過酷な地形には適しておらず、ホルト社製トラクターのような従来の装軌式トラクターも低速なため、最適ではなかった。
「火砲と砲兵の機械化」において、求められていたのは、戦車に追従可能な野外機動性と高速性能であった。
それには戦車の車体（シャーシ）に準ずる装軌式車体（シャーシ）を用いるのが、最も最適な方法であった。
この「火砲と砲兵の機械化」の問題の解決方法において、2つの方式の対立が存在した。
一つは、戦車の車体（シャーシ）に準ずる装軌式車体（シャーシ）に、砲を直接、積載・搭載する「砲運搬車方式」あるいは「自走砲方式」、もう一つは、戦車の車体（シャーシ）に準ずる装軌式車体（シャーシ）を用いた砲兵トラクターによって、火砲を牽引する「砲牽引方式」である。
そして後者は、車体（シャーシ）後面に牽引具を備えて、従来の馬や低速砲兵トラクターに代わって、火砲を牽引するだけの、従来のそれらよりは高速・高機動性能（自走砲方式よりは、低速・低機動性能、さらに重要なことは、移動と射撃の変換の際、手間と時間がかかるという、自走砲方式に比べて運用上の不利がある）だが、簡易で安価となり、一方、前者は、車体（シャーシ）を砲に合わせて大幅に改造する必要があったために、高性能だが、（戦車並みに）高価になるという、傾向があった。
砲運搬車（Gun Transporter）と自走砲（Self Propelled Gun）の違いは、砲を車体（シャーシ）から分離できる（砲運搬車）か、できない（自走砲）か、である。また、砲運搬車は車体が主で砲が従、自走砲は車体が従で砲が主、となる。
砲運搬車の中には、単なる運搬ではなく砲を車上に積載中にも発射可能な物も存在する。そうなると、砲をいちいち積んだり降ろしたりするよりも、積みっぱなしでもよいという発想になり、車輪や砲脚は不要となり、さらには、砲を積んだままの状態で、いかに射撃の際の利便性を図るかという発想になる。一般に、砲運搬車は車輪付きの砲をそのまま車台上に積み込むので、俯仰はともかく、砲架による極めて限られた旋回角度しかない。砲の（水平方向の）向きを大きく変えるのは、履帯によって車台ごと向きを変えるしかない。そこで、自走砲では、砲（砲架）に大きな旋回能力を与えることが課題となる。そうして、砲運搬車と自走砲の境は曖昧となり（そもそも、最初期の自走砲である、ガンキャリアー自体が曖昧である）、やがて、砲運搬車が自走砲へと発展進化したのは、自然な流れであったと言える。
1922年、2社による「砲運搬車」の競作が行われ、ヴィッカース社は「18ポンド砲運搬車」（Vickers 18-pdr Transporter 1922）と呼ばれる車両を開発・製造し、一方、アームストロング・ホイットワース社は、「ドラゴン」（Dragon）と呼ばれる車両を開発・製造した（「ドラゴン」は、元々は、アームストロング・ホイットワース社の開発した兵器であった）。両車のコンセプトは似ており、行軍中は砲を車体（シャーシ）上に積載し、砲兵は向かい合って中座した。
なお、車体後部が荷台である「18ポンド砲運搬車」の車体（シャーシ）からは、フロントエンジン・リアドライブ方式のヴィッカース軽戦車 Mk.I（最初の試作車は1922～23年に開発・製造）が誕生し、第一次世界大戦型の菱形戦車から脱却して、第一次世界大戦後の近代的イギリス戦車の祖となった。
また、このヴィッカース軽戦車 Mk.Iの車体（シャーシ）からは近代的自走砲の嚆矢である「バーチガン」（最初の試作車は1923～24年に開発・製造）が誕生することになった。
一方「ドラゴン」は「砲運搬車方式」を放棄して「砲牽引方式」へと、別の道を進むことになった。
なお、同時期に、ウーリッジ王立造兵廠（ROFW）開発・製造のバーチガンに対抗してか、アームストロング・ホイットワース社でも、自走砲が開発・製造されている。
1924年、アームストロング・ホイットワース社はドラゴン Mk.IIの部品を流用して「軽砲兵運搬車」（Light Artillery Transporter）を開発した。これは、砲が、シャーシ最前部に固定装備され、取り外し不可な、本格的な自走砲であった。
- [1] - 軽砲兵運搬車 左側面。

- [2] - 軽砲兵運搬車 前面。

武装には近代化された「QF 13ポンド（76.2 mm） 9 CWT 高射砲」が搭載された。しかし、砲の配置から、間接射撃や対空射撃用ではなく、地上目標に対し、直接射撃する（つまり、目標に接近しなければならない）ものと推測されている。砲の後方のシャーシ中央には、弾薬容器があり、その後方のシャーシ後部には、48馬力のAECエンジンが搭載されていた。しかし、乗員や弾薬容器を保護する装甲は皆無であり、軍に却下された。
そして1920年代後半のイギリス陸軍が選んだのは、高性能で革新的で高価な「自走砲方式」ではなく、従来の馬や低速砲兵トラクターの延長線上である、保守的で簡易で安価な「砲牽引方式」の方であった。
「砲牽引方式」の最大の利点は、従来型の火砲を、ゴムタイヤに変更しサスペンションを追加するなどの小改良で、ほぼそのまま使用できることである。従来型の火砲を、自走砲に置き換えるのは、莫大な費用が掛かるのである。
1927年、ヴィッカース社とアームストロング・ホイットワース社は合併して、「ヴィッカース・アームストロング社」となった。
両社が統合された後、「ドラゴン」は「ヴィッカース＝アームストロング社」の商品となり、ドラゴン・ファミリーは大量生産され、輸出され、実戦にも使用された。
ドラゴン Mk.I（Dragon Mk.I）に引き続き、同様の足回りだが各部が改良された、ドラゴン Mk.II（Dragon Mk.II）、ドラゴン Mk.II*（Dragon Mk.II*）、が開発・製造された。
次の車輌も、やはりヴィッカース中戦車に似た足回りを持っていたが、60ポンド砲や6インチ榴弾砲の牽引用だった。おそらく、後述の軽ドラゴンの開発計画が出てきたため、この形式から、中ドラゴン Mk.III（Medium Dragon Mk.III）と、クラス名称が付け加えられた（レトロニム）。遡って、ドラゴン Mk.I/II/II*も、中ドラゴン Mk.I/II/II*（Medium Dragon Mk.I/II/II*）と呼称されるようになった。Mk.IIIは、改良型のMk.IIIB型、Mk.IIIC型も製作された。中ドラゴン Mk.I-IIIは、戦間期の大砲の機械化の開始時に、イギリス陸軍によって購入され、大量に使用された。
1934年に登場した中ドラゴン Mk.IV（Medium Dragon Mk.IV）は足回りが一変し、ヴィッカース 6トン戦車のものとなった。しかし、ヴィッカース 6トン戦車も中ドラゴン Mk.IVも、イギリス陸軍では採用されなかった。一方、ヴィッカース 6トン戦車と中ドラゴン Mk.IVは、外国に輸出され、よく売れた。
遡って1928年3月、ヴィッカース＝アームストロング社は、カーデン＝ロイド・トラクター（CLT）社を吸収合併した。

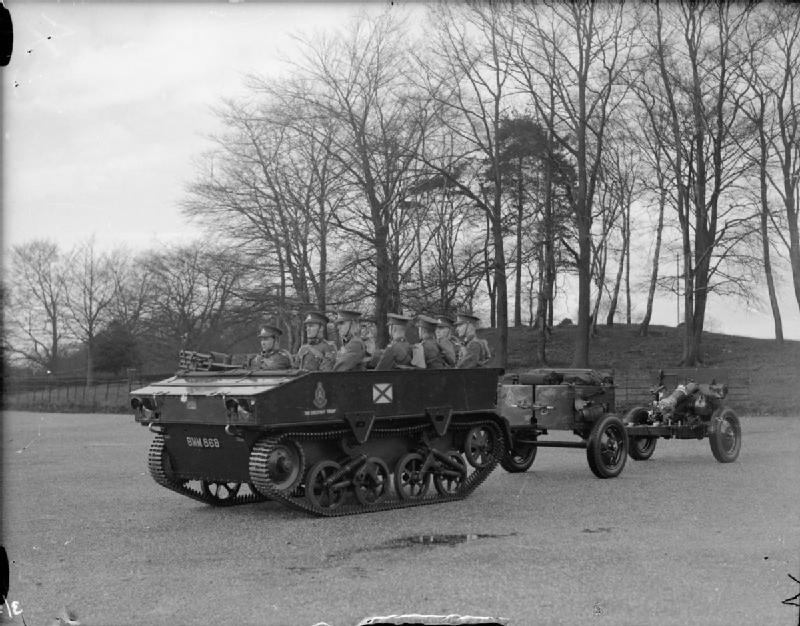
3.7インチ榴弾砲を牽引する軽ドラゴン Mk.IIC

中ドラゴン系列の一方で、ヴィッカース軽戦車（カーデン・ロイド豆戦車の発展進化系）の足回りを利用して、より小型の軽ドラゴン（Light Dragon）も開発された。軽ドラゴン Mk.I（Light Dragon Mk.I）はリーフ・スプリング式のサスペンションを持っていたが、カーデン・ロイド軽戦車系列の発展に伴い、軽ドラゴン Mk.II（Light Dragon Mk.II）は軽戦車Mk.II～IIIと同型のコイル・スプリング式となっていた。Mk.IIは1934年までにA～Dの形式が作られた。軽ドラゴンは主に、2ポンド対戦車砲や4.5インチ榴弾砲、その弾薬車の運搬を主目的としていた。Mk.I、Mk.IIC はベルギーに輸出され、T-13戦車駆逐車のベース車体としても利用された。
1935年、軽ドラゴンとカーデン・ロイド豆戦車 Mk.VI双方の後継として、開発名称「VA D50」（VAはVickers-Armstrongの頭文字）と呼ばれる車輌が製作された。車体の大きさはそれまでの軽ドラゴンとカーデン・ロイド豆戦車の中間で、軽ドラゴン Mk.II で片側4つだった転輪は3つに減らされ、車体高はより低かった。この「VA D50」をもとに軽ドラゴン Mk.III（Light Dragon Mk.III）が製作されたものの、砲牽引には装輪車輌を主とする方針となったため、生産は少数に終わった。しかし、前方に機銃を1丁装備したマシンガン・キャリア型の「VA D50」は、その後のブレン・ガン・キャリア、ユニバーサル・キャリアなど、キャリア系列の直接の祖先となった。

## 参考資料
- David Fletcher, MECHANISED FORCE, HMSO, London 1991
- Christopher Foss, Peter McKenzie, THE VICKERS TANKS, Patrick Stephens Ltd., 1988